# Giarole
Giarole (piemontiul: Giaròli) település Olaszországban, Piemont régióban, Alessandria megyében. Lakosainak száma 688 fő (2023. január 1.). Giarole Mirabello Monferrato, Occimiano, Valenza és Pomaro Monferrato községekkel határos.

## Népesség
A település lakossága az elmúlt években az alábbi módon változott:
| Lakosok száma | 726  | 707  | 688  |
|               | 2017 | 2018 | 2023 |